# Virslīga 1999
In 1999 werd het 25ste voetbalseizoen gespeeld van de Letse Virslīga. De competitie werd gespeeld van 10 april tot 6 november, Skonto werd kampioen. 

## Eindstand
| Plaats | Club               | Wed. | W  | G | V  | Saldo | Ptn. |
| ------ | ------------------ | ---- | -- | - | -- | ----- | ---- |
| 1.     | Skonto Riga        | 28   | 23 | 0 | 5  | 88-15 | 69   |
| 2.     | Liepājas Metalurgs | 28   | 19 | 3 | 6  | 73-25 | 60   |
| 3.     | FK Ventspils       | 28   | 18 | 2 | 8  | 62-26 | 56   |
| 4.     | Dinaburg FC        | 28   | 13 | 5 | 10 | 37-32 | 44   |
| 5.     | FK Valmiera        | 28   | 10 | 5 | 13 | 33-42 | 35   |
| 6.     | FK Riga            | 28   | 10 | 4 | 14 | 35-42 | 34   |
| 7.     | Policijas FK       | 28   | 5  | 5 | 19 | 25-93 | 20   |
| 8.     | FK Rēzekne         | 28   | 1  | 2 | 25 | 12-90 | 5    |

|  | Kampioen, geplaatst voor eerste voorronde UEFA Champions League 2000/01 |
|  | Geplaatst voor voorronde UEFA Cup 2000/01                               |
|  | Geplaatst voor eerste ronde Intertoto Cup 2000                          |
|  | Degradatie                                                              |

## Kampioen
| Virslīga 1999              |
| Letland                    |
| -------------------------- |
| SKONTO Kampioen (8° titel) |